# Château Lynch-Moussas
Koordinaten: 45° 11′ 1,2″ N, 0° 47′ 35,3″ W
Das Château Lynch-Moussas ist ein bekanntes Weingut von Bordeaux. Seit der Klassifikation von 1855 ist das Weingut als Cinquième Grand Cru Classé eingestuft (fünfte Stufe der Klassifikation).
Das Gut liegt in Pauillac, es ist mit ca. 57 Hektar mittelgroß. 70 % der Fläche ist mit der Rebsorte Cabernet Sauvignon und 30 % mit Merlot bestockt. Das Gut erzeugt in mittleren Jahren ca. 250.000 Flaschen Wein.
Der Zweitwein des Guts heißt Les Hauts de Lynch Moussas.
Aktuell gehört das Weingut der Familie Castéja. Zu ihrem Besitz zählen auch Château Batailley, Château Trottevieille, Château Bergat, Domaine de l’Église und Beau Site.

## Geschichte
Der 1669 in Galway geborene John Lynch kam im Rahmen der Flucht der Wild Geese nach Frankreich. Die Flucht der Wild Geese bezieht sich auf die Emigration einer irischen jakobinischen Armee unter dem Kommando von Patrick Sarsfield aus Irland nach Frankreich wie es im Vertrag von Limerick am 3. Oktober 1691 vereinbart wurde. In Bordeaux ließ sich John Lynch als Händler von Textilen, Wolle und Leder nieder und heiratete Guillemette Constant. Im Jahr 1710 wurde John Lynch als Franzose naturalisiert und nannte sich Jean Lynch.
Sein Sohn Thomas-Michel heiratete im Jahr 1740 Elisabeth Drouillard. Als der Vater von Elisabeth, Pierre Drouillard im Jahr 1749 verstarb, erbte seine Tochter die Hälfte des Landbesitzes Bourdieu de BATGES und zahlte der Witwe von Pierre die Summe von 42.000 livres, um in den Alleinbesitz zu kommen. Dieses Jahr repräsentiert die Gründung des Château Lynch. Später erwarb er sowohl Ländereien zur Erweiterung von Château Lynch. Auch Château Dauzac gehörte zum Besitz der Familie Lynch. Anlässlich der Hochzeit seines lebenslustigen und politisch interessierten Sohn Jean-Baptiste im Jahr 1779 gab Thomas-Michel den Besitz weiter. Da dieser das Weingut nicht effizient zu bewirtschaften verstand, gab Jean-Baptiste bald die Führung des Weingutes an seinen Bruder Michel ab. Michel Lynch blieb bis 1824 für das Gut Château Lynch verantwortlich. Nach dem Tod von Jean-Baptiste Lynch im Jahr 1835 wurde das Weingut Lynch aufgeteilt. Das nach dem Weiler Moussas benannte Château Lynch-Moussas ging vermutlich an Vasquez, der im Jahr 1855 während der Klassifizierung als Besitzer aufgeführt wird.
Im Jahr 1919 erwarb Jean Castéja das heruntergekommene Gut. Aber erst Émile Castéja konzentrierte sich ab 1969 auf die Wiederherstellung der Rebflächen sowie der Weinkeller. Die ersten Jahrgänge unter seiner Führung wurden im benachbarten Château Bateilley ausgebaut.

## Weine
Im Jahr 1969 wurde eine Neubepflanzung der Rebflächen und die Renovierung der Kellereien realisiert. Die Jahrgänge 1971, 1972 und 1973 wurden daher auf Château Batailley vinifiziert. Die Weinberge umfassen 57 Hektar Rebfläche mit Cabernet Sauvignon (70 %) und Merlot (30 %). Der langlebige Rotwein wird 12 bis 16 Monate in zu 60 % neuen Barriques ausgebaut.
Als die besten Weine aus jüngeren Jahren gelten laut Parker alle Gewächse von 2015 bis 2019 (alle zwischen 90 und 94 PP). Das Gut produzierte mit 89 PP auch einen der besten Weine des recht schwachen Jahres 2012.